# Siedlung Rheinpreußen

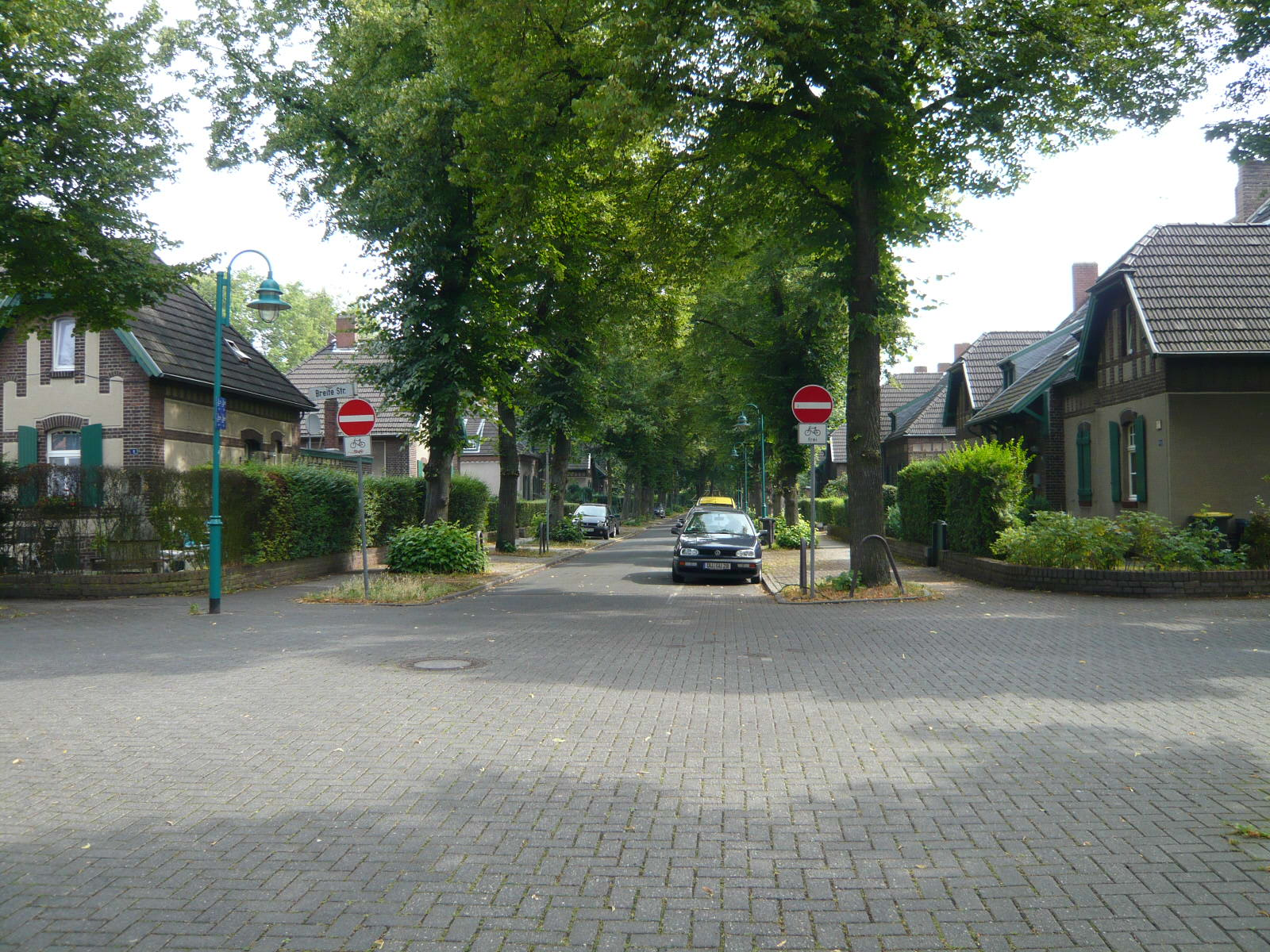
Siedlung Rheinpreußen im Duisburger Stadtteil Hochheide.

Die Siedlung Rheinpreußen ist eine ehemalige Bergarbeiterkolonie der Zeche Rheinpreußen im Duisburger Stadtteil Hochheide.

## Geschichte
Anfang des 20. Jahrhunderts erforderte die Expansion der Zeche Rheinpreußen den Zuzug von Arbeitern aus den preußischen Ostprovinzen, Schlesien, Österreich-Ungarn und den Niederlanden. Um diesen Arbeitskräften angemessenen Wohnraum bereitzustellen, wurde ab 1903 rund um die Schachtanlagen eine Arbeitersiedlung erbaut. Die rechtwinkelig angelegten Straßen haben Namen mit Bezug zum Bergbau (Eisen, Steiger) und werden nur von den schräg verlaufenden Süd- und Schlegelstraßen durchschnitten. Das einheitliche Siedlungsraster wiederholt sich in der offenen Reihung von giebelständigen Einzel- und traufständigen Doppelhäusern, die entweder ein- oder zweigeschossig ausgeführt wurden. Das Straßenbild ist weiter gekennzeichnet durch differenzierte Dachformen, Alleen (Ahorn, Kastanie, Linde und Platane), offenen Vorgärten und viele ländliche Stilelemente. In den Zwerchgiebeln wurde Zierfachwerk ausgeführt, die Fassade mit Putz und Ziegelstein gestaltet, die mehrflügigen Fenster haben Klappläden.
Nach dem Niedergang des Bergbaus sollte die Zechenkolonie einer Neubebauung weichen. Etwa 1200 Wohnungen wurden bis 1968 abgerissen und an ihrer Stelle der Wohnpark Hochheide mit sechs Punkthochhäusern errichtet. Der auf Kredit tätige Bauherr Josef Kun ging allerdings pleite und die Frankfurter BHF Bank, eine der Hauptgläubiger, stellte Abbruchantrag für die restlichen 550 Häuser. Die Pläne wurden im Mai 1975 bekannt und die Bewohner wehrten sich mit vielfältigen Aktionen, unter anderem auch Hungerstreiks vor dem Duisburger Rathaus. Erst im Februar 1979 und nach einem weiteren Hungerstreik der Bewohner kaufte die Stadt Duisburg die Siedlung und rettete sie vor dem Abriss.
Die Siedlung Rheinpreußen ist Teil der Route der Industriekultur. Sie steht inzwischen unter Denkmalschutz und ist im Besitz einer Bewohnergenossenschaft.